# عصر امروز (فیلم ۱۹۸۵)
عصر امروز (به هندی: Aaj Ka Daur) فیلمی محصول سال ۱۹۸۵ و به کارگردانی کی. باپایا است. در این فیلم بازیگرانی همچون جکی شروف، پادمینی کولاپوری، آریونا ایرانی، قادرخان، شاکتی کاپور، ساچین، شوما آناند ایفای نقش کرده‌اند.